# Фабии
Фабиите (на латински: gens Fabia) са римски патрициански род, взел дейно участие в утвърждаването на Републиката и в борбите между патрициите и плебеите, заемайки позиция в полза на Сената. Един от най-влиятелните родове в началото на V век пр.н.е., с около 5000 клиенти. В продължение на 7 години (от 485 до 479 пр.н.е.) имали ежегодно представител в консулската власт, където се редували тримата братя Марк, Квинт и Цезон Фабии Вибулини. През 479 пр.н.е. Фабиите решили техният род да бъде форпост в противоборството с вечния противник на Рим – могъщият етруски град Веи. Заедно със своите клиенти изградили укрепление на река Кремера и отбранявали държавата, но през 477 пр.н.е. били обкръжени и избити. Загинали 306 представители на Фабиевия род.

## Известни представители на фамилията
Фабии Вибулани (Fabii Vibulani)
- Фабий Вибулан, римски аристократ
- Квинт Фабий Вибулан (консул 485 пр.н.е.) († 480 пр.н.е.), консул 485 и 482 пр.н.е.
- Марк Фабий Вибулан (консул 483 пр.н.е.), консул 483 и 480 пр.н.е.
- Кезо Фабий Вибулан († 477 пр.н.е.), консул 484, 481 и 479 пр.н.е.
- Квинт Фабий Вибулан (консул 467 пр.н.е.) (+ 449 пр.н.е.), консул 467, 465 и 459, децемвир от 450/ 449 пр.н.е.
- Марк Фабий Вибулан (консул 442 пр.н.е.), консул 442, консулски военен трибун 433, понтифекс максимус 390 пр.н.е.
- Квинт Фабий Вибулан Амбуст, консул 423, консулски военен трибун 416 и 414 пр.н.е.
- Нумерий Фабий Вибулан, консул 421, консулски военен трибун 415 и 407 пр.н.е.

Фабии Амбусти (Fabii Ambusti)
- Квинт Фабий Вибулан (консул 467 пр.н.е.), консул 467, 465 и 459 пр.н.е
- Квинт Фабий Вибулан Амбуст, консул 423, консулски военен трибун 416 и 414 пр.н.е.
- Квинт Фабий Амбуст Вибулан, консул 412 пр.н.е.
- Нумерий Фабий Амбуст, консулски военен трибун 406 и 390 пр.н.е.
- Гней Фабий Амбуст, консулски военен трибун 406 пр.н.е.
- Кезо Фабий Амбуст, консулски военен трибун 404, 401, 395 и 390 пр.н.е.
- Квинт Фабий Амбуст, консулски военен трибун 390 пр.н.е.
- Марк Фабий Амбуст (понтифекс), понтифекс максимус 390 пр.н.е.
- Марк Фабий Амбуст (трибун), консулски военен трибун 381 и 369 пр.н.е.
- Марк Фабий Амбуст (консул 360 пр.н.е.), консул 360, 356 и 354 пр.н.е.
  - Марк Фабий Амбуст, magister equitum 322 пр.н.е.
  - Гай Фабий Амбуст, началник на конницата 315 пр.н.е.
- Гай Фабий Амбуст (консул 358 пр.н.е.), консул 358 пр.н.е.
- Квинт Фабий Амбуст (диктатор), началник на конницата 344, диктатор на Рим 321 пр.н.е.

Фабии Дорсуони и Лицини (Fabii Dorsuones et Licini)
- Гай Фабий Дорсуон, по време на нападение на Рим от галите успява да поднесе жертва в храма на Веста (390 пр.н.е.)
- Марк Фабий Дорсуон, консул 345 пр.н.е.
- Гай Фабий Дорсон Лицин, консул 273 пр.н.е.
- Марк Фабий Лицин, консул 246 пр.н.е.

Фабии Максими (Fabii Maximi)
- Квинт Фабий Максим Рулиан, 5 пъти консул от 322 – 295 пр.н.е.
- Квинт Фабий Максим Гург (консул 292 пр.н.е.), син на Рулиан
- Квинт Фабий Максим Гург (консул 265 пр.н.е.), син на Гург, баща на Верукоз
- Квинт Фабий Максим Верукоз, 5 пъти консул, 233, 228, 215, 214 и 209 пр.н.е.
- Квинт Фабий Максим (консул 213 пр.н.е.), син на Квинт Фабий Максим Верукоз
- Квинт Фабий Максим, претор 181 пр.н.е., осиновител
- Квинт Фабий Максим Емилиан, осиновен, консул 145 пр.н.е.
- Квинт Фабий Максим Сервилиан, осиновен, консул 142 пр.н.е.
- Квинт Фабий Максим Алоброгик, консул 121 пр.н.е.
- Квинт Фабий Максим Ебурн, консул 116 пр.н.е.
- Квинт Фабий Максим (консул 45 пр.н.е.), суфектконсул 45 пр.н.е.
- Павел Фабий Максим, консул 11 пр.н.е.
- Африкан Фабий Максим, консул 10 пр.н.е.

Фабии Пиктори (Fabii Pictores)
- Гай Фабий Пиктор (художник), 304 пр.н.е.
- Гай Фабий Пиктор (консул 269 пр.н.е.)
- Нумерий Фабий Пиктор, консул 266 пр.н.е.
- Квинт Фабий Пиктор, латински историк, основател на аналите, 225 пр.н.е.
- Квинт Фабий Пиктор (претор), претор 189 пр.н.е.
- Сервий Фабий Пиктор, вер. консул 51 пр.н.е.

Фабии Бутеони (Fabii Buteones)
- Марк Фабий Бутеон, консул 245 пр.н.е.
- Нумерий Фабий Бутеон, консул 247 пр.н.е.
- Марк Фабий Бутеон, претор 201 пр.н.е., управител на Сардиния
- Квинт Фабий Бутеон, претор 196 пр.н.е., управител на Далечна Испания
- Квинт Фабий Бутеон, претор 181 пр.н.е., управител на Цизалпийска Галия
- Нумерий Фабий Бутеон, претор 173 пр.н.е., ном. за управител на Близка Испания, но умира в Марсилия
- Квинт Фабий Бутеон, квестор 134 пр.н.е.

Други
- Квинт Фабий Лабеон, консул 183 пр.н.е.
- Гай Фабий Хадриан, претор 84 пр.н.е.
- Фабий (трибун 64 пр.н.е.), народен трибун 64 пр.н.е.
- Марк Фабий Квинтилиан (35 – 96), реторик
- Павел Фабий Персик, консул 34 г.
- Квинт Фабий Барбар Антоний Мацер, суфектконсул 64 г.
- Квинт Фабий Постумин, суфектконсул 96 г.
- Квинт Фабий Барбар Валерий Магн Юлиан, суфектконсул 99 г.
- Луций Фабий Туск, суфектконсул 100 г.
- Луций Фабий Юст, суфектконсул 102 г.
- Квинт Фабий Катулин, консул 130 г.
- Квинт Фабий Юлиан, суфектконсул 131 г.
- Луций Фабий Гал, суфектконсул 131 г.
- Гай Фабий Агрипин, суфектконсул 148 г.
- Марк Ялий Бас Фабий Валериан, суфектконсул 160 г.
- Луций Фабий Цилон, суфектконсул 193 г., консул 204 г.
- Фабий Тициан, консул 337 г.
- Фабий Планциад Фулгентий, латински автор от 6 век.

Жени
- Фабия-Евдокия (612), византийска императрица, първа съпруга на император Ираклий
- Фабия (съпруга на Долабела), съпруга на Публий Корнелий Долабела
- Фабия Павлина, дъщеря на Квинт Фабий Максим, съпруга на Марк Тиций
- Фабия (весталка), дъщеря на Теренции Варон, полусестра на Теренция (първата съпруга на Цицерон)
- Фабия Нумантина, дъщеря на Африкан Фабий Максим, съпруга на Секст Апулей III
- Цейония Фабия, дъщеря на Луций Елий Цезар и Авидия Плавция, съпруга на Плавций Квинтил
- Фабия Старша, дъщеря на Марк Фабий Амбуст, съпруга на Сервий Сулпиций Претекстат
- Фабия Младша, дъщеря на Марк Фабий Амбуст, съпруга на Гай Лициний Столон
- Фабия Барбара (* 55 г.), дъщеря на Квинт Фабий Барбар Антоний Мацер, втората съпруга на Луций Елий Ламия Плавций Елиан, майка на Плавция (* 75 г.), която се омъжва за Луций Цеионий Комод (виж Луций Елий)
- Фабия Орестила (160 – 238), внучка на Луций Ламия Силван и Аврелия Фадила, 192 г. съпруга на Гордиан I
- Фабия Фусцинела (190 г.), внучка на Публий Сей Фусциан, леля на Салусция Орбиана
- Акония Фабия Павлина, дъщеря на Аконий Катулин, съпруга на Ветий Агорий Претекстат